# 石川浩司 (外交官)
石川 浩司（いしかわ ひろし、1963年〈昭和38年〉2月23日 -）は、日本の外交官。

## 人物
兵庫県出身。1986年3月東京大学法学部第二類卒業後、外務省入省。国際連合日本政府代表部公使、在中華人民共和国大使館公使、大臣官房審議官、南部アジア部長等を経て、2020年7月より大臣官房長を務めた。2022年9月よりシンガポール大使。

## 略歴
- 昭和61年4月　外務省入省
- 昭和62年　南京大学留学[2]
- 平成元年　スタンフォード大学留学[2]
- 平成2年　在中華人民共和国日本国大使館書記官[2]
- 平成14年8月　国際連合日本政府代表部 一等書記官
- 平成15年1月　国際連合日本政府代表部 参事官
- 平成17年12月　在中華人民共和国日本国大使館 参事官
- 平成20年1月　アジア大洋州局南部アジア部南東アジア第二課長
- 平成21年7月　総合外交政策局安全保障政策課長
- 平成21年9月　岡田克也外務大臣秘書官事務取扱
- 平成22年9月　北米局北米第一課長
- 平成23年9月　アジア大洋州局中国・モンゴル課長
- 平成24年8月　アジア大洋州局中国・モンゴル第一課長
- 平成25年7月　国際連合日本政府代表部 公使
- 平成27年9月　在中華人民共和国日本国大使館 公使
- 平成29年9月　大臣官房審議官兼アジア大洋州局、アジア大洋州局南部アジア部
- 令和元年9月　アジア大洋州局南部アジア部長
- 令和2年7月　大臣官房長
- 令和4年9月　シンガポール大使

## 同期
- 岩間公典（22年バングラデシュ大使・20年デュッセルドルフ総領事）
- 牛尾滋（22年南アフリカ大使・19年ポルトガル大使・18年アフリカ部長）
- 宇山智哉（21年WTO事務局長上級補佐官）
- 大鷹正人（24年タイ大使・20年ハンガリー大使・19年外務報道官）
- 片江学巳（23年ルーマニア大使・20年瀋陽総領事）
- 河原節子（22年デュッセルドルフ総領事・21年公務員研修所副所長・18年フランクフルト総領事）
- 木村徹也（22年東ティモール大使・20年国連日本政府代表部大使・17年ミュンヘン総領事）
- 四方敬之（24年マレーシア大使・21年内閣広報官・20年外務省経済局長）
- 進藤雄介（21年在デトロイト日本国総領事・18年パキスタン公使・15年軍縮会議公使）
- 鈴木量博（23年オーストラリア大使・20年トルコ大使・18年北米局長）
- 中村安志（09年中南米局南米課課長補佐）
- 久島直人（22年中曾根康弘世界平和研究所・20年国際平和協力本部事務局長）
- 淵上隆（14年ドミニカ共和国大使）
- 三上正裕（22年ベルギー、北大西洋条約機構日本政府代表部大使・19年カンボジア大使・17年国際法局長）
- 道井緑一郎（23年フィジー大使）
- 南博之（24年特命全権大使（国際テロ対策・組織犯罪対策協力担当）・20年コンゴ民主共和国大使）
- 山田重夫（23年駐米大使・21年外務審議官(政務担当)・19年総合外交政策局長）
- 吉田朋之（23年日本国際問題研究所所長・20年外務報道官・19年中南米局長・17年軍縮不拡散・科学部長）
- 若林啓史（16年東北大学教授）